# Hegyi templom (Segesvár)
A segesvári hegyi templom más néven segesvári vártemplom (németül Bergkirche) gótikus háromhajós csarnoktemplom, amely Segesváron, a 429 méter magas Iskola-hegy tetején áll; az óratorony mellett a város egyik jelképe. A templom Segesvár történelmi központja részeként a világörökséghez tartozik.

## Elhelyezkedése
Segesvár Felsővárosnak nevezett részében található, az Iskola-hegy (Schulberg), más néven Várhegy tetején. Az Alsóvárost a Felsővárossal összekötő, 1642-ben lépült 176 (egyes források szerint 172) lépcsőfokból álló fedett falépcsőn, az úgynevezett Diáklépcsőn (Schülertreppe) át lehet megközelíteni. Fel lehet menni kerülő úton is, az evangélikus gimnázium és a temető mellett elhaladva. Északon és keleten a gimnázium és a hozzá tartozó épületek, délen a temető veszik körül.

## Története
Első írásos említése 1345-ből származik, abból az okiratból, amelyben I. Lajos megerősítette a segesvári polgárok kiváltságait, mivel azok hűségesek maradtak hozzá.
A hegyi templom helyén egy egyhajós félkörszentélyes templom állt, amely feltehetőleg a 12. században kezdett épülni, és amelynek építésére 1298-ban VIII. Bonifác pápa búcsúengedélyt bocsátott ki. Erre épült rá a 13. század elején egy háromhajós bazilika, nyugati homlokzatán széles toronnyal. A 14. században gótikus csarnoktemplommá építették át. Az építkezés folytatódott a 15. és 16. században is; a hajó és az északi portálé 1429-ben, a harang 1440-ben, a hajó hálóboltozata 1480-ban, az északi kapuszárny 1495-ben, a szárnyas oltár 1520-ban, a déli kapuszárny 1525-ben készült el; az építkezés befejezésének 1525-öt tartják. A templom építőmestereként 1488-ban a Sankt Wolfgangból származó Jakob Kendlingert említették. Valószínűleg Michel Polner polgármester fontos szerepet játszott az építkezés előmozdításában, mivel nevét megörökítették az egyik déli ablak feliratán. A templom védőszentje Szent Miklós volt.
A reformációt követően a korábbi domonkos kolostor temploma is az evangélikus egyházközség birtokába került, és mivel ez kedvezőbb fekvésű és könnyebben megközelíthető volt, mint a hegyi templom, idővel itt tartották az istentiszteleteket. A volt kolostortemplom fokozatosan az egyházközség fő templomává vált, közben a hegyi templom romlásnak indult, annak ellenére, hogy történtek javítások 1654-ben, 1655-ben és 1728-ban.
1597-ben egy vihar leverte a tetőt, 1601-ben a „harci zavarok” során elrabolták a tizenkét apostol életnagyságú ezüstszobrát, 1676. április 30-án a várost pusztító tűzben leégett, de két év múlva újjáépítették. 1704. január 23-án a kurucok támadásakor leégett a tető és a harangtorony, és elpusztult a harang.
1777-ben a belső falak freskóit lemeszelték. A 18. század végén – 19. században a „gimnáziumi polgárok” istentiszteleti helye volt. A tanulók gondozták a templom melletti kertet, és a szeminárium 3. és 4. osztályos diákjai kötelesek voltak a templomban prédikálni. 1838-ban egy földrengés során a kórus boltozata beomlott, ezt utóbb fából készült másolattal pótolták.
Orgonáját 1858-ban Carl Schneider építette.
Az 1930-as években a templomot restaurálták; ekkor tárták fel a freskókat. A felújítást követően az istentiszteleteket felváltva tartották a kolostortemplomban illetve a hegyi templomban, kivéve a halottak vasárnapja (Totensonntag) és pünkösd közötti időszakot, amikor a hegyi templomot nehéz volt megközelíteni és hideg volt benne.
Az 1977-es romániai földrengés során kövek szakadtak ki a templom diadalívéből. A templomba belépés veszélyessé vált, ezért istentiszteleteket ismét kizárólag a kolostortemplomban tartották. A megfogyatkozott létszámú egyházközség nem tudta biztosítani a hegyi templom felújítását, és az is felmerült, hogy egyáltalán megtartsák-e.
1992 és 2003 között átfogó restaurálásra került sor, amelyben fontos szerepet játszott Christoph Machat segesvári származású rajna-vidéki műemlékvédő. A munkálatokat 1992 és 1998 között a müncheni Messerschmitt Alapítvány finanszírozta; ez idő alatt elvégezték az épület statikai biztosítását, felújították a tetőszerkezetet és tetőburkolatot. 1999. április 24-én a templomot újra felszentelték. 1999 és 2003 között a hegyi templom bekerült az országos restaurálási tervbe, amelyet a Ion Caramitru-vezette román művelődési minisztérium finanszírozott. Ebben a második szakaszban került sor többek között a művészettörténeti szempontból fontos elemek, például freskók és bútorzat restaurálására. A munkálatokat 2004-ben Europa Nostra-díjjal tüntették ki.
Időközben 1999-ben Segesvár történelmi központja, benne a hegyi templommal, felkerült a világörökségi helyszínek listájára.
Miután 1999-ben értékes műtárgyakat loptak el a rádosi és sövénységi templomokból, a Romániai Ágostai Hitvallású Evangélikus Egyház arra buzdította a falusi gyülekezeteket, hogy amennyiben nem tudják biztosítani az értékek megóvását, helyezzék el ezeket más templomokba. Így kerültek a hegyi templomba a kundi, segesdi, mesei és homoródbenei retablók illetve szárnyasoltárok, Segesdről az 1440-ben készült keresztelőmedence, valamint hégeni és szénaverősi bútorok.
A felújítást követően a templomot inkább kulturális, semmint hitéleti célokra használják. Nyaranta orgona-, kamara- és szimfonikus koncertet rendeznek. Istentisztelet a  nyári hónapokban havonta egyszer van itt. 2020-ban azonban a koronavírus-járvány során  előnyösnek bizonyult, hogy a kis létszámú gyülekezet ebben a nagyobb méretű templomban tarthatta alkalmait.

## Leírása

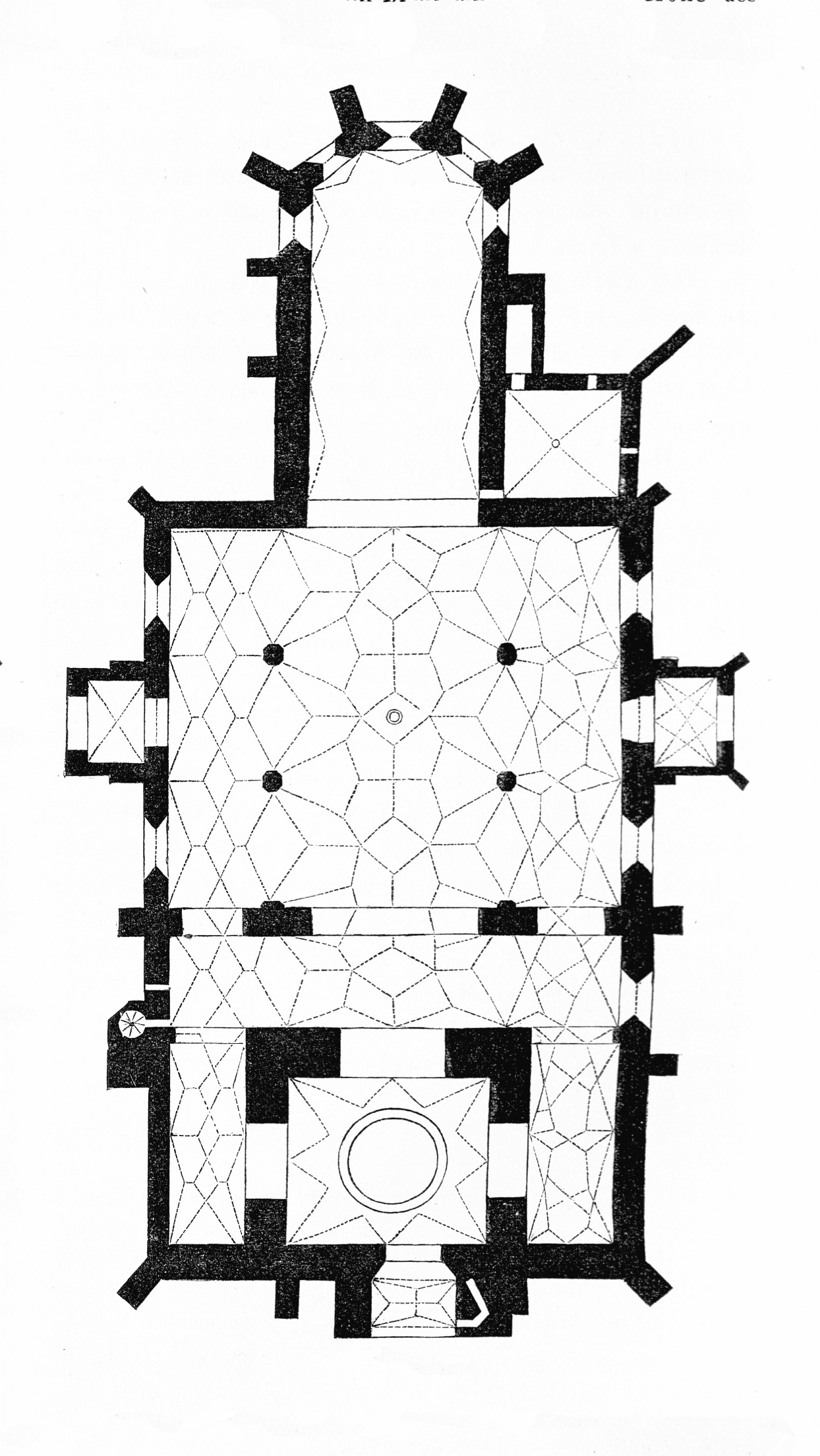
A templom alaprajza

A háromhajós, gótikus csarnoktemplom hajóit nyolcszögű oszlopok választják el egymástól. Kívülről a hajót díszítés nélküli támpillérek tartják. A kórus egyik szélesebb támpillérjében csigalépcső vezet a padlásra. A kettős csigalépcső, amelyen ketten egyszerre úgy közlekedhetnek, hogy nem találkoznak egymással, a kassai Szent Erzsébet-dóm hatását tükrözi, ugyanígy a déli kapu a kassai másolatának tekinthető.
Északi ajtajába II. Ulászló címerét és Segesvár jelképét faragták.

### Kripta
A kórus alatt román kori kripta található, amelynek három ablaka kívülről is látható. A 18. században a kriptát sírkamrává alakították át, két oldalán három-három sor koporsófülkével, ahova papokat és gazdag polgárokat temettek. 1992 és 1999 között a restaurálás során a fülkéket befalazták.
A szász gótikus síremlékplasztika két jellegzetes darabja egy ismeretlen pap (1500 körül) és Kalmus István plébános (1528) síremléke.

### Freskók
A templom belső falait teljesen, külső falait részben freskók borították, amelyek a 14.–16. században készültek. Ezeket 1777-ben lemeszelték és csak az 1934-es restaurálás során állították helyre. Bíró József 1941-ben megjelent, Erdély művészetéről szóló könyvében a falképeket „kevésbé igényes”nek minősítette.
A legrégebbi festményt, amely a déli boltozatot tartó ív alján található, csak 1998-ban fedezték fel. Három szintjén a keresztre feszítés, a Szentháromság Ábrahám és Jeremiás között, illetve Szent Miklós legendája látható. A kórus északi oldalán a térdelő Mária Magdolna látható, 1483-as évszámmal; alatta és a tabernákulum bal oldalán Jézus szenvedései. A hajót és a kórust elválasztó diadalíven Veronika kendőjét két angyal tartja. Az északi mellékhajó keleti falát az utolsó ítélet ábrázolása borítja. A freskó számos tekintetben hasonlít a selmecbányai Szent Katalin-templom szentélyében lévő festményhez, ami azonban ennél későbbi; mindkettő a németalföldi ikonográfiai típushoz tartozik. Az északi bejárat feletti boltozaton jó állapotban maradtak fenn a Szent Mihály arkangyalt és Máté apostolt ábrázolják. A templom északi falán található festmények, amelyeken Szent György és a sárkány láthatók, valószínűleg a 15. század első feléből származnak. A torony boltozatán található képek 15. század végiek; az egyik Assisi Szent Ferenc életét, a másik Krisztus szenvedését ábrázolja. Az erkély alatt az északi falon Szent Kristóf és a gyermek Jézus, a déli falon Szent Miklós megkínzatásának részlete látható.

### Intarziás stallum
A szentélyben elhelyezett faragott, intarziás stallum Johannes Reychmuth munkája az 1520-as évekből. Koronázó párkányának közepén Segesvár címere látható. Hátlapjának felirata „Wer yn dys gestul
will stan Und nit latyn reden kan der solt bleiben draus das ma(n) ym nit mit Kolben raus.” [Aki ebben a székben akar ülni, és nem beszél latinul, inkább maradjon kint, hogy ne fütykössel legyen kihajtva.]